# Leptotyphlops howelli
Leptotyphlops howelli — вид змій родини струнких сліпунів (Leptotyphlopidae). Мешкає в Кенії і Танзанії.

## Поширення і екологія
Leptotyphlops howelli відомі з двох місцевостях, одна з яких розташована в окрузі Руфіджі на сході Танзанії, а друга — в долині річки Яла на південному заході Кенії. Вони живуть в прибережних лісах і саванах та в галерейних лісах. Ведуть риючий спосіб життя. Відкладають яйця.